# Tony Adams (labdarúgó)
Tony Alexander Adams (Romford, 1966. október 10. –) 66-szoros válogatott angol labdarúgó, az Arsenal legendás hátvédje. 2023-ban beiktatták a Premier League Hírességek Csarnokába.

## Pályafutása

### Játékosként
1980-ban, 14 éves korában szerződött az Arsenal csapatához és pályafutását teljes egészében itt töltötte. 1983-ban mutatkozott be az élvonalban a Sunderland ellen. Már ekkor a védelem közepén játszott. 1988. január 1-jén, 21 évesen csapatkapitánynak nevezték ki. Ezzel két rekordot is magáénak tudhat: ő minden idők legfiatalabb Arsenal-csapatkapitánya, s ezt a címet 2002-ig, 14 éven át viselhette, mely szintén klubrekord.
Első sikerét 1987-ben érte el, Liga Kupa győzelmet szerzett az Arsenal. Ugyanebben az évben, február 18-án Spanyolország ellen bemutatkozott a válogatottban is, majd 1988-ban részt vett az Európa-bajnokságon. 1989-ben bajnoki címet szerzett az Arsenallal, melyet 1991-ben megismételtek. Újabb két év elteltével, 1993-ban a Liga Kupa mellett az FA Kupát is ő emelhette magasba elsőnek, majd e duplázást követő évben, 1994-ben a KEK-serleget is megnyerték.
Adamsnek ki kellett hagynia az 1990-es világbajnokságot és az 1992-es Európa-bajnokságot; előbbit a szövetségi kapitány, Bobby Robson akaratából, utóbbit sérülése miatt. ugyanakkor éppen 1992-ben, Gary Lineker visszavonulását követően lett az angol válogatott csapatkapitánya. Ezt a címet eleinte még David Platt mellett töltötte be, később már egyedül. Az 1996-os, hazai rendezésű Európa bajnokságon így csapatkapitányként szerepelt a németek elleni, tizenegyesekkel elbukott elődöntőben is.
Adams pályafutását végigkísérték magánéleti botrányai. Már pályafutása első szakaszában is voltak alkohol-problémái, rendszeresen látogatta az éjszakai szórakozóhelyeket, ahol nem egyszer konfliktusokba is keveredett. 1990-ben három hónap börtönre ítélték ittas vezetés miatt. Az 1996-os Európa-bajnokságot követően nyilvánosan is elismerte, hogy alkoholista és elvonókúrára jelentkezett.
1996 szeptemberétől Arsène Wenger lett az Arsenal vezetőedzője, és ez változásokat hozott a csapatnál. Adams magánéleti válságából lassan kilábalva egy újjászerveződő csapat vezéregyénisége lett. A rutinos játékos és az edző közötti bizalom erős hatást gyakorolt az egész csapatra. Az ekkoriban főképp a Manchester United által meghatározott Premier League-ben új színt hozott az Arsenal, s Adams pályafutásának utolsó szakasza is díjakat hozott. 1998-ban dupláztak: FA Kupa és bajnoki cím; ezt 2002-ben megismételték. Tony Adams az egyetlen játékos az angol labdarúgás történetében, aki három különböző évtizedben is bajnokcsapata kapitánya volt.
Az 1996-os Európa-bajnokságon Glenn Hoddle Alan Shearernek adta a csapatkapitányi karszalagot, ez dühítette ugyan Adamset, de maradt a válogatott alapembere egészen az 1998-as világbajnokságig. A sikertelen 2000-es Eb után néhány mérkőzésre ismét csapatkapitány lehetett, a 2000 októberében elbukott Németország elleni vb-selejtezőt követően (mely a Wembley Stadion búcsúmérkőzése is volt egyben) azonban lemondott Kevin Keegan szövetségi kapitány, s vele együtt valamennyi idősebb játékos, így Adams is távozott a válogatottól.
Az Arsenallal elért, 2002-es bajnoki cím és kupagyőzelem után Adams visszavonult az aktív játéktól. 668 Arsenal-színekben lejátszott mérkőzésén 48 gólt szerzett. Nála több meccset csak David O'Leary mondhat el többet. A "Mr Arsenal" becenév méltán lett Adamsé.

### Edzőként
2003-ban elvállalta a Wycombe Wanderers FC csapatának edzői feladatait, de 2004 novemberében személyes okokra hivatkozva lemondott. Ekkortól az Arsenal játékosmegfigyelőjeként dolgozott, majd 2005 júliusától a Feyenoord utánpótlás-edzője lett.

## Külső hivatkozások
- Tony Adams (angol nyelven). fifa.com. [2017. szeptember 16-i dátummal az eredetiből archiválva]. (Hozzáférés: 2017. szeptember 16.)
- Tony Adams (angol nyelven). englandstats.com
- Tony Adams (angol nyelven). the-highbury-inn.co.uk. [2017. szeptember 17-i dátummal az eredetiből archiválva]. (Hozzáférés: 2017. szeptember 16.)
- Tony Adams (angol nyelven). worldfootball.net
- Tony Adams (angol nyelven). national-football-teams.com

| Előző Kenny Sansom | Arsenal csapatkapitány 1988–2002 | Következő Patrick Vieira |
| Előző David Platt  | Anglia csapatkapitány 1995–1996  | Következő Alan Shearer   |
| Előző Tony Cottee  | PFA Év fiatal játékosa 1987      | Következő Paul Gascoigne |